# Nikos Nikolaidis
Nikos Nikolaidis (Atene, 25 ottobre 1939 – Atene, 5 settembre 2007) è stato un regista e sceneggiatore greco.

## Biografia
Nato nel 1939 ad Atene, dove visse e lavorò tutta la sua vita. Fu anche regista teatrale e produttore cinematografico delle pellicole che diresse. Ha diretto anche alcuni spot televisivi.
Regista cult è considerato solitamente un rappresentante del cinema sperimentale europeo.

## Filmografia

### Cinema
- Lacrimae rerum - cortometraggio (1962)
- Anef oron - cortometraggio (1968)
- Evridiki BA 2037 (1975)
- Ta kourelia tragoudane akoma... (1979)
- Glykia symmoria (1983)
- Proini peripolos (1987)
- Singapore Sling (Singapore Sling: O anthropos pou agapise ena ptoma) (1990)
- Tha se do stin Kolasi, agapi mou (1999)
- O hamenos ta pairnei ola (2002)
- The Zero Years (2005)

### Televisione
- To koritsi me tis valitses - film TV (1993)